# Sugesce
Sugesce (z latinského suggero – podsouvám, našeptávám, dodávám) je podmanivé působení neboli ovlivňování myšlení či představ, jemuž osoba neúmyslně podléhá. Podléhat může myšlence, představě, přání nebo názoru někoho druhého, ale také sama sebe.
Odtud také sugestivní, podmanivý, ovlivňující, svůdný.

## Popis
Sugesce probíhá jak na verbální úrovni, tak ve formě posunků, gest a všech ostatních dorozumívacích prostředků. Sugesci do jisté míry používáme všichni. Někdo užívá sugesci záměrně, snaží se příjemci vnutit své postoje, názory, apod., většina lidí ji však používá naprosto samozřejmě, aniž si to uvědomuje. Schopnost jednat s lidmi a přesvědčovat je o svých názorech může mít spousta lidí vrozenou, nebo se jejím základním principům může naučit, většinou to přispívá ke klidnějšímu řešení konfliktních situací.

## Autosugesce
Pokud je sugesce způsobena vlastní myšlenkou (nápadem, názorem, přáním...) hovoříme o autosugesci (autos = řecky "sám"), která může, ale nemusí být vědomá. Nevědomá autosugesce může způsobit mentální onemocnění.
Vědomá autosugesce má velmi blízko k sebeovládání a tyto dvě „schopnosti“ mají podobné výsledky. Rozdíl je v „postupu“: při sebeovládání se snažíme silou vůle vydržet něco, co je nám nepříjemné, nebo neudělat (neříci) něco, co bychom si přáli, ale víme, že to v onu chvíli nemusí být vhodné. V autosugesci jde o to, přesvědčit své vědomí o něčem, co nemusí být pravdou, abychom mohli jednat, jako by to pravda byla. Dá se i říci, že autosugesce je sebeovládání pro pokročilé, ale je mnohem vhodnější a bezpečnější posilovat svou vůli, než si zahrávat se svým vědomím.

## Sugestibilita
Sugestibilita je schopnost podléhat sugesci. Stejně jako různí lidé mají různou schopnost sugesce, je také každý člověk jinak sugestibilní. Sugestibilita závisí do značné míry na prostředí, sugestibilitu podporuje strach, snížená pozornost, únava, nemoc, panika, osvětlení a celá řada dalších okolností.

## Repudiace
Pokud je nám sugerující osoba nepříjemná, nesympatická, může docházet k opačnému jevu – prosazovaný názor se nám stále více oddaluje, získáváme k němu negativní postoj, odpor. Tento jev se nazývá repudiace (z latinského repudio – odmítám).

## Příklady sugesce
- Strašidelné pověsti, tajemné příběhy. Je zřejmé, že celá řada pověstí vznikla právě kvůli sugesci a autosugesci. Pokud člověk spí v domě, o němž se traduje, že tam straší, lehce podlehne sugesci, že vidí v noci něco strašného, slyší tajemné zvuky apod.
- Móda a reklama, podomní prodej. Člověk snadno uvěří, že právě propagovaný předmět nutně potřebuje.
- "Nakažlivost" zívání.
- Zázrační lidoví léčitelé.
- Kletba. Pokud člověka někdo prokleje, může si autosugescí způsobit nemoc i smrt.